# 961

## Evenimente
- Emiratul de la Creta este recucerit de împăratul bizantin Nicefor al II-lea Focas care a lansat o amplă campanie militară în anii 960 - 961.

## Nașteri
- dată necunoscută: Pietro al II-lea Orseolo doge al Veneției (d. 1009)
- dată necunoscută: Ramiro al III-lea de Leon  (d. 985)
- dată necunoscută: Arnulf al II-lea de Flandra conte de Flandra (d. 987)

## Decese
- 15 octombrie: Abd ar-Rahman III, primul calif al Cordobei, Spania (929-961), (n. ?)

- Landulf al II-lea de Benevento, conducător longobard din sudul Italiei care a devenit duce de Benevento și principe de Capua (n. ?)